# فيلتون سبنسر
فيلتون سبنسر (بالإنجليزية: Felton Spencer)‏ مواليد 5 يناير 1968 في لويفيل، هو لاعب كرة سلة أمريكي سابق. بدأ مسيرته الاحترافية في سنة 1990. تم اختياره من قبل فريق مينيسوتا تمبر ولفز خلال الدرافت. يبلغ طوله 7 قدم 2 بوصة (2.2 م). اعتزل اللعب في 2002. أحرز خلال مسيرته في الإن بي إيه 3354 نقطة بمعدل 5.2 نقاط في المباراة الواحدة.

## المسيرة الاحترافية
لعب مع مينيسوتا تمبر ولفز من سنة 1990 إلى 1993، ثم لعب مع يوتا جاز من سنة 1993 إلى 1996، ثم لعب مع أورلاندو ماجيك في سنة 1996، ثم لعب مع غولدن ستايت ووريورز من سنة 1996 إلى 1999، ثم لعب مع سان أنطونيو سبرز في موسم 1999–2000، ثم لعب مع نيويورك نيكس من سنة 2000 إلى 2002.

## روابط خارجية
- فيلتون سبنسر على موقع إن بي أي (الإنجليزية)
- فيلتون سبنسر على موقع سبورتس رفرنس (الإنجليزية)
- فيلتون سبنسر على موقع كرة السلة الأوروبية.كوم (الإنجليزية)
- فيلتون سبنسر على موقع كلية كرة السلة في سبورتس رفرنس.كوم (الإنجليزية)
- فيلتون سبنسر على موقع ريلجم (الإنجليزية)
- فيلتون سبنسر على موقع بروبوليرز (الإنجليزية)